# Scarpe

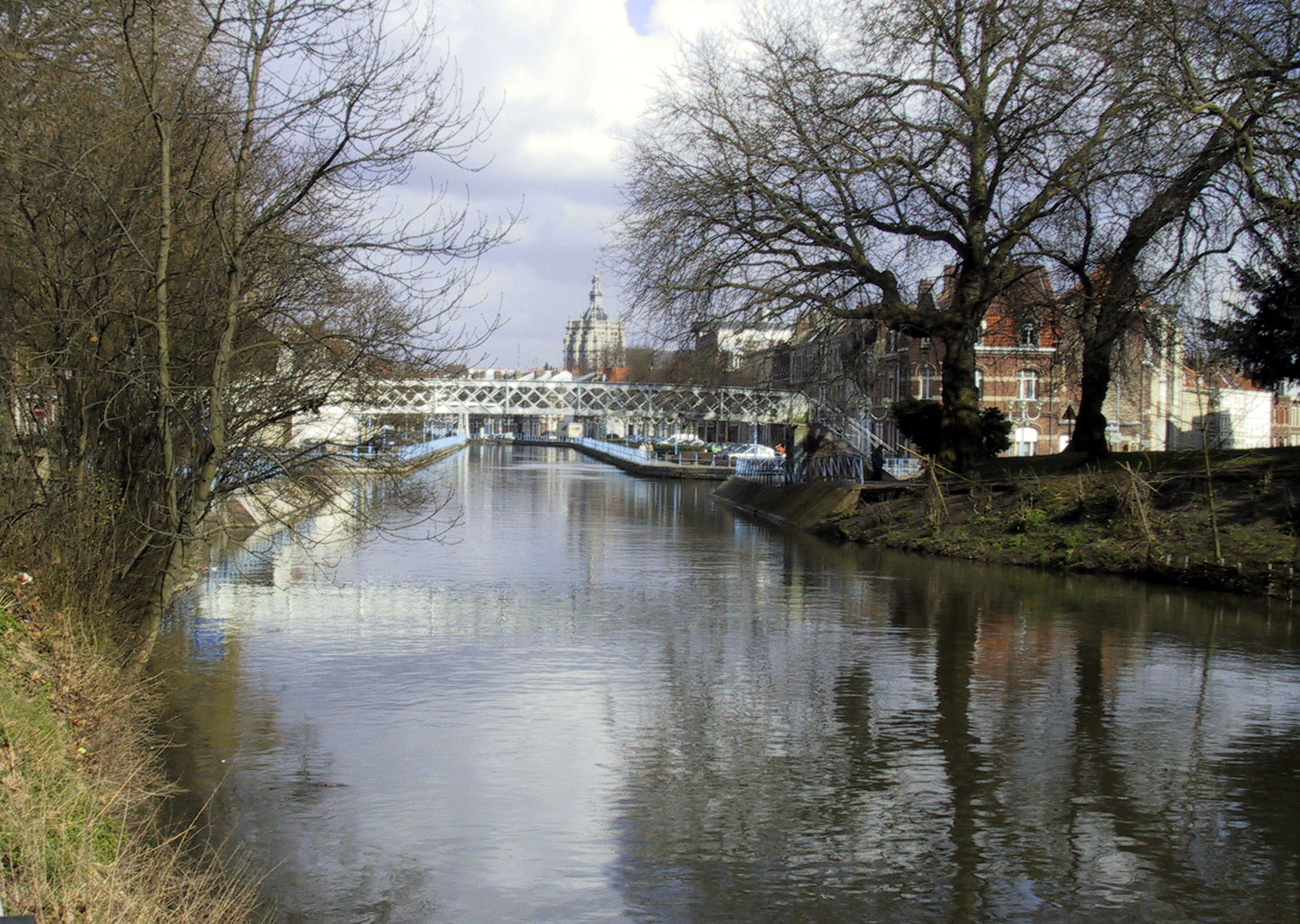
Scarpe vid Douai

Scarpe är en flod i regionen Hauts-de-France i norra Frankrike. Floden är biflod till Scheldt. Scarpe är omkring 100 kilometer lång, och ungefär två tredjedelar av floden har gjorts om till kanal.
Flodens källa är Berles-Monchel nära Aubigny-en-Artois. Floden flyter genom städerna Arras, Douai och Saint-Amand-les-Eaux. Floden slutar vid Mortagne-du-Nord där den flyter in i Scheldt.
Scarpe och dess floddal utgjorde ett viktigt slagfält under första världskriget.